# 서길자
서길자(1974년 2월 18일)는 대한민국의 희극 배우이자 탤런트이다.

## 주요 작품
```
 폭소대작전 (KBS)
 웃음은 행복을 싣고 (KBS)
 금촌댁네 사람들 (KBS)
 개그 콘서트 (KBS)
 꿈은 이루어진다 (영화)
 백프로 (영화)
 거인 (영화)
 친구, 우리들의 전설 (MBC 드라마)
 창가비 (드라마)
```

### 방송
```
 TV쇼 진품명품 (KBS)
 새롭게 하소서 (CTS)
 날마다 새롭게 (CBS)
 필드레슨 포유 (JTBC 골프)
 오이지 골프 (스포츠힘)
```

### 공연
```
코미디하우스 (2002년)
루나틱 (2004년)
병사와 수녀 (2005년)
병사와 수녀 또 만나다 (2007년)
```

### CF
```
포크밸리
삼성 노트북
```